# 1448

## Esdeveniments
Països Catalans
- 21 de maig - Catalunya: Terratrèmol de Catalunya.

Resta del món

## Naixements
Països Catalans
Resta món
- Gener o febrer - Demòtica (Tràcia): Baiazet II, soldà de l'Imperi Otomà de 1481 a 1512.

## Necrològiques
Països Catalans
Resta del món
- 5 o 6 de gener- Jönköping (Suècia): Cristòfor de Baviera, rei de Dinamarca, Suècia i Noruega.
- 30 de setembre - Arta (Grècia): Carles II Tocco, comte de Cefalònia i despot d'Epiros.